# Lista de prêmios e indicações recebidos por Chloé Zhao
Lista de prêmios e indicações recebidos pela diretora, roteirista, produtora e editora Chloé Zhao.

## Principais Prêmios

### Academy Awards
| Ano  | Categoria               | Filme     | Resultado | Ref.  |
| ---- | ----------------------- | --------- | --------- | ----- |
| 2021 | Melhor Filme            | Nomadland | Venceu    | [ 1 ] |
| 2021 | Melhor Direção          | Nomadland | Venceu    | [ 1 ] |
| 2021 | Melhor Roteiro Adaptado | Nomadland | Indicado  | [ 1 ] |
| 2021 | Melhor Edição           | Nomadland | Indicado  | [ 1 ] |

### Globo de Ouro
| Ano  | Categoria            | Filme     | Resultado | Ref.  |
| ---- | -------------------- | --------- | --------- | ----- |
| 2021 | Melhor Direção       | Nomadland | Venceu    | [ 2 ] |
| 2021 | Melhor Roteiro       | Nomadland | Indicado  | [ 2 ] |
| 2021 | Melhor Filme - Drama | Nomadland | Venceu    | [ 2 ] |

### BAFTA
| Ano  | Categoria               | Filme     | Resultado | Ref.  |
| ---- | ----------------------- | --------- | --------- | ----- |
| 2021 | Melhor Filme            | Nomadland | Venceu    | [ 3 ] |
| 2021 | Melhor Direção          | Nomadland | Venceu    | [ 3 ] |
| 2021 | Melhor Roteiro Adaptado | Nomadland | Indicado  | [ 3 ] |
| 2021 | Melhor Edição           | Nomadland | Indicado  | [ 3 ] |

## Outras premiações

### AACTA International
| Ano  | Categoria       | Filme     | Resultado | Ref.  |
| ---- | --------------- | --------- | --------- | ----- |
| 2021 | Best Direction  | Nomadland | Venceu    | [ 4 ] |
| 2021 | Best Screenplay | Nomadland | Indicado  | [ 4 ] |

### American Cinema Editors
| Ano  | Categoria                           | Filme     | Resultado | Ref.  |
| ---- | ----------------------------------- | --------- | --------- | ----- |
| 2021 | Best Edited Feature Film - Dramatic | Nomadland | Indicado  | [ 5 ] |

### British Independent Film Awards
| Ano  | Categoria                           | Filme             | Resultado | Ref.  |
| ---- | ----------------------------------- | ----------------- | --------- | ----- |
| 2018 | Best International Independent Film | Domando o Destino | Indicado  | [ 6 ] |
| 2021 | Best International Independent Film | Nomadland         | Venceu    | [ 7 ] |

### Chlotrudis Awards
| Ano  | Categoria                | Filme             | Resultado | Ref.  |
| ---- | ------------------------ | ----------------- | --------- | ----- |
| 2019 | Best Director            | Domando o Destino | Venceu    | [ 8 ] |
| 2019 | Best Original Screenplay | Domando o Destino | Indicado  | [ 8 ] |

### Cinema Eye Honors Awards
| Ano  | Categoria       | Filme             | Resultado | Ref.   |
| ---- | --------------- | ----------------- | --------- | ------ |
| 2018 | Heterodox Award | Domando o Destino | Indicado  | [ 9 ]  |
| 2021 | Heterodox Award | Nomadland         | Pendente  | [ 10 ] |

### CinEuphoria Awards
| Ano  | Categoria                                       | Filme     | Resultado | Ref.   |
| ---- | ----------------------------------------------- | --------- | --------- | ------ |
| 2021 | Best Film - International Competition           | Nomadland | Venceu    | [ 11 ] |
| 2021 | Best Director - International Competition       | Nomadland | Venceu    | [ 11 ] |
| 2021 | Top Ten of the Year - International Competition | Nomadland | Venceu    | [ 11 ] |
| 2021 | Best Editing - International Competition        | Nomadland | Indicado  | [ 11 ] |

### Directors Guild of America Awards
| Ano  | Categoria                                              | Filme     | Resultado | Ref.   |
| ---- | ------------------------------------------------------ | --------- | --------- | ------ |
| 2021 | Outstanding Directorial Achievement in Motion Pictures | Nomadland | Venceu    | [ 12 ] |

### Film Independent Spirit Awards
| Ano  | Categoria              | Filme                       | Resultado | Ref.   |
| ---- | ---------------------- | --------------------------- | --------- | ------ |
| 2016 | Someone to Watch Award | Songs My Brothers Taught Me | Indicado  | [ 13 ] |
| 2016 | Best First Feature     | Songs My Brothers Taught Me | Indicado  | [ 13 ] |
| 2018 | Best Director          | Domando o Destino           | Indicado  | [ 14 ] |
| 2018 | Best Feature           | Domando o Destino           | Indicado  | [ 14 ] |
| 2018 | Bonnie Award           | Ela mesma                   | Venceu    | [ 14 ] |
| 2021 | Best Feature           | Nomadland                   | Venceu    | [ 15 ] |
| 2021 | Best Director          | Nomadland                   | Venceu    | [ 15 ] |
| 2021 | Best Editing           | Nomadland                   | Venceu    | [ 15 ] |

### Gold Derby Awards
| Ano  | Categoria          | Filme     | Resultado | Ref.   |
| ---- | ------------------ | --------- | --------- | ------ |
| 2020 | Motion Picture     | Nomadland | Indicado  | [ 16 ] |
| 2021 | Motion Picture     | Nomadland | Venceu    | [ 17 ] |
| 2021 | Adapted Screenplay | Nomadland | {vpen}}   | [ 17 ] |
| 2021 | Film Editing       | Nomadland | Indicado  | [ 17 ] |
| 2021 | Director           | Nomadland | Venceu    | [ 17 ] |

### Gotham Awards
| Ano  | Categoria                                            | Filme                       | Resultado | Ref.   |
| ---- | ---------------------------------------------------- | --------------------------- | --------- | ------ |
| 2014 | Spotlight on Women Filmmakers 'Live the Dream' Grant | Songs My Brothers Taught Me | Venceu    | [ 18 ] |
| 2018 | Best Feature                                         | Domando o Destino           | Venceu    | [ 19 ] |
| 2018 | Audience Award                                       | Domando o Destino           | Indicado  | [ 19 ] |
| 2021 | Audience Award                                       | Nomadland                   | Venceu    | [ 20 ] |
| 2021 | Best Feature                                         | Nomadland                   | Venceu    | [ 20 ] |

### Hollywood Critics Association
| Ano  | Categoria               | Filme     | Resultado | Ref.   |
| ---- | ----------------------- | --------- | --------- | ------ |
| 2021 | Best Female Director    | Nomadland | Venceu    | [ 21 ] |
| 2021 | Best Adapted Screenplay | Nomadland | Indicado  | [ 21 ] |
| 2021 | Best Editing            | Nomadland | Indicado  | [ 21 ] |

### PGA Awards
| Ano  | Categoria                                          | Filme     | Resultado | Ref.   |
| ---- | -------------------------------------------------- | --------- | --------- | ------ |
| 2021 | Outstanding Producer of Theatrical Motion Pictures | Nomadland | Venceu    | [ 22 ] |

### Satellite Awards
| Ano  | Categoria                | Filme     | Resultado | Ref.   |
| ---- | ------------------------ | --------- | --------- | ------ |
| 2021 | Best Director            | Nomadland | Venceu    | [ 23 ] |
| 2021 | Best Screenplay, Adapted | Nomadland | Indicado  | [ 23 ] |
| 2021 | Best Film Editing        | Nomadland | Indicado  | [ 23 ] |

### USC Scripter Award
| Ano  | Categoria | Filme     | Resultado | Ref.   |
| ---- | --------- | --------- | --------- | ------ |
| 2021 | Film      | Nomadland | Venceu    | [ 24 ] |

## Prêmios da Critica

### Alliance of Women Film Journalists
| Ano  | Categoria                        | Filme             | Resultado | Ref.   |
| ---- | -------------------------------- | ----------------- | --------- | ------ |
| 2019 | Best Woman Director              | Domando o Destino | Indicado  | [ 25 ] |
| 2019 | Best Woman Screenwriter          | Domando o Destino | Indicado  | [ 25 ] |
| 2021 | Best Woman Screenwriter          | Nomadland         | Indicado  | [ 26 ] |
| 2021 | Best Woman Director              | Nomadland         | Indicado  | [ 26 ] |
| 2021 | Best Director                    | Nomadland         | Venceu    | [ 26 ] |
| 2021 | Best Writing, Adapted Screenplay | Nomadland         | Venceu    | [ 26 ] |
| 2021 | Best Film Editing                | Nomadland         | Venceu    | [ 26 ] |

### Allywood Film Critics Association Awards
| Ano  | Categoria                     | Filme     | Resultado | Ref.   |
| ---- | ----------------------------- | --------- | --------- | ------ |
| 2021 | Top Ten Foreign Language Film | Nomadland | Venceu    | [ 27 ] |

### Atlanta Film Critics Circle
| Ano  | Categoria     | Filme     | Resultado | Ref.   |
| ---- | ------------- | --------- | --------- | ------ |
| 2021 | Best Director | Nomadland | Venceu    | [ 28 ] |

### Austin Film Critics Association
| Ano  | Categoria               | Filme     | Resultado | Ref.   |
| ---- | ----------------------- | --------- | --------- | ------ |
| 2021 | Best Director           | Nomadland | Indicado  | [ 29 ] |
| 2021 | Best Adapted Screenplay | Nomadland | Venceu    | [ 29 ] |
| 2021 | Best Film Editing       | Nomadland | Venceu    | [ 29 ] |

### Black Film Critics Circle Awards
| Ano  | Categoria     | Filme     | Resultado | Ref.   |
| ---- | ------------- | --------- | --------- | ------ |
| 2021 | Best Director | Nomadland | Venceu    | [ 30 ] |

### Boston Online Film Critics Association
| Ano  | Categoria     | Filme     | Resultado | Ref.   |
| ---- | ------------- | --------- | --------- | ------ |
| 2021 | Best Director | Nomadland | Venceu    | [ 31 ] |
| 2021 | Best Editing  | Nomadland | Venceu    | [ 31 ] |

### Boston Society of Film Critics Awards
| Ano  | Categoria         | Filme     | Resultado | Ref.   |
| ---- | ----------------- | --------- | --------- | ------ |
| 2021 | Best Director     | Nomadland | Venceu    | [ 32 ] |
| 2021 | Best Film Editing | Nomadland | Indicado  | [ 32 ] |

### Broadcast Film Critics Association Awards
| Ano  | Categoria               | Filme     | Resultado | Ref.   |
| ---- | ----------------------- | --------- | --------- | ------ |
| 2021 | Best Director           | Nomadland | Venceu    | [ 33 ] |
| 2021 | Best Adapted Screenplay | Nomadland | Venceu    | [ 33 ] |
| 2021 | Best Editing            | Nomadland | Indicado  | [ 33 ] |

### Capri
| Ano  | Categoria            | Filme     | Resultado | Ref.   |
| ---- | -------------------- | --------- | --------- | ------ |
| 2020 | Capri Director Award | Nomadland | Venceu    | [ 34 ] |

### Chicago Film Critics Association Awards
| Ano  | Categoria               | Filme     | Resultado | Ref.   |
| ---- | ----------------------- | --------- | --------- | ------ |
| 2021 | Best Director           | Nomadland | Venceu    | [ 35 ] |
| 2021 | Best Adapted Screenplay | Nomadland | Venceu    | [ 35 ] |
| 2021 | Best Editing            | Nomadland | Indicado  | [ 35 ] |

### Chicago Indie Critics Awards
| Ano  | Categoria               | Filme     | Resultado | Ref.   |
| ---- | ----------------------- | --------- | --------- | ------ |
| 2021 | Best Independent Film   | Nomadland | Venceu    | [ 36 ] |
| 2021 | Best Director           | Nomadland | Indicado  | [ 36 ] |
| 2021 | Best Adapted Screenplay | Nomadland | Indicado  | [ 36 ] |
| 2021 | Best Editing            | Nomadland | Indicado  | [ 36 ] |
| 2021 | Trailblazer Award       | Ela Mesma | Indicado  | [ 36 ] |
| 2021 | Impact Award            | Ela Mesma | Indicado  | [ 36 ] |

### Columbus Film Critics Association
| Ano  | Categoria               | Filme     | Resultado | Ref.   |
| ---- | ----------------------- | --------- | --------- | ------ |
| 2021 | Best Director           | Nomadland | Venceu    | [ 37 ] |
| 2021 | Best Adapted Screenplay | Nomadland | Venceu    | [ 37 ] |

### Dallas-Fort Worth Film Critics Association Awards
| Ano  | Categoria     | Filme     | Resultado | Ref.   |
| ---- | ------------- | --------- | --------- | ------ |
| 2021 | Best Director | Nomadland | Venceu    | [ 38 ] |

### Denver Film Critics Society
| Ano  | Categoria               | Filme     | Resultado | Ref.   |
| ---- | ----------------------- | --------- | --------- | ------ |
| 2021 | Best Director           | Nomadland | Venceu    | [ 39 ] |
| 2021 | Best Adapted Screenplay | Nomadland | Indicado  | [ 39 ] |

### Detroit Film Critics Society Awards
| Ano  | Categoria               | Filme     | Resultado | Ref.   |
| ---- | ----------------------- | --------- | --------- | ------ |
| 2021 | Best Director           | Nomadland | Venceu    | [ 40 ] |
| 2021 | Best Adapted Screenplay | Nomadland | Venceu    | [ 40 ] |

### DiscussingFilm Critics Awards
| Ano  | Categoria               | Filme     | Resultado | Ref.   |
| ---- | ----------------------- | --------- | --------- | ------ |
| 2021 | Best Director           | Nomadland | Venceu    | [ 41 ] |
| 2021 | Best Adapted Screenplay | Nomadland | Indicado  | [ 41 ] |

### Florida Film Critics Circle Awards
| Ano  | Categoria               | Filme     | Resultado | Ref.   |
| ---- | ----------------------- | --------- | --------- | ------ |
| 2021 | Best Director           | Nomadland | Venceu    | [ 42 ] |
| 2021 | Best Adapted Screenplay | Nomadland | Indicado  | [ 42 ] |

### GALECA: The Society of LGBTQ Entertainment Critics
| Ano  | Categoria                | Filme     | Resultado | Ref.   |
| ---- | ------------------------ | --------- | --------- | ------ |
| 2021 | Director of the Year     | Nomadland | Venceu    | [ 43 ] |
| 2021 | Screenplay of the Year   | Nomadland | Indicado  | [ 43 ] |
| 2021 | Wilde Artist of the Year | Ela mesma | Indicado  | [ 43 ] |

### Georgia Film Critics Association
| Ano  | Categoria               | Filme     | Resultado | Ref.   |
| ---- | ----------------------- | --------- | --------- | ------ |
| 2021 | Best Director           | Nomadland | Venceu    | [ 44 ] |
| 2021 | Best Adapted Screenplay | Nomadland | Venceu    | [ 44 ] |

### Greater Western New York Film Critics Association Awards
| Ano  | Categoria               | Filme     | Resultado | Ref.   |
| ---- | ----------------------- | --------- | --------- | ------ |
| 2020 | Best Director           | Nomadland | Venceu    | [ 45 ] |
| 2020 | Best Adapted Screenplay | Nomadland | Venceu    | [ 45 ] |
| 2020 | Best Editing            | Nomadland | Venceu    | [ 45 ] |

### Hawaii Film Critics Society
| Ano  | Categoria               | Filme     | Resultado | Ref.   |
| ---- | ----------------------- | --------- | --------- | ------ |
| 2021 | Best Director           | Nomadland | Indicado  | [ 46 ] |
| 2021 | Best Adapted Screenplay | Nomadland | Venceu    | [ 46 ] |

### Houston Film Critics Society Awards
| Ano  | Categoria       | Filme     | Resultado | Ref.   |
| ---- | --------------- | --------- | --------- | ------ |
| 2021 | Best Director   | Nomadland | Venceu    | [ 47 ] |
| 2021 | Best Screenplay | Nomadland | Indicado  | [ 47 ] |

### Indiana Film Journalists Association
| Ano  | Categoria               | Filme             | Resultado | Ref.   |
| ---- | ----------------------- | ----------------- | --------- | ------ |
| 2018 | Breakout of the Year    | Domando o Destino | Venceu    | [ 48 ] |
| 2020 | Best Director           | Nomadland         | Venceu    | [ 49 ] |
| 2020 | Best Adapted Screenplay | Nomadland         | Venceu    | [ 49 ] |

### Indiewire Critics' Poll
| Ano  | Categoria     | Filme     | Resultado | Ref.   |
| ---- | ------------- | --------- | --------- | ------ |
| 2020 | Best Director | Nomadland | Venceu    | [ 50 ] |

### International Cinephile Society Awards
| Ano  | Categoria     | Filme             | Resultado | Ref.   |
| ---- | ------------- | ----------------- | --------- | ------ |
| 2019 | Best Picture  | Domando o Destino | Indicado  | [ 51 ] |
| 2019 | Best Director | Domando o Destino | Indicado  | [ 51 ] |
| 2021 | Best Director | Nomadland         | Indicado  | [ 52 ] |

### International Online Cinema Awards
| Ano  | Categoria               | Filme             | Resultado | Ref.   |
| ---- | ----------------------- | ----------------- | --------- | ------ |
| 2019 | Best Director           | Domando o Destino | Indicado  | [ 53 ] |
| 2021 | Best Director           | Nomadland         | Venceu    | [ 54 ] |
| 2021 | Best Adapted Screenplay | Nomadland         | Indicado  | [ 54 ] |
| 2021 | Best Film Editing       | Nomadland         | Indicado  | [ 54 ] |

### Iowa Film Critics Awards
| Ano  | Categoria     | Filme     | Resultado | Ref.   |
| ---- | ------------- | --------- | --------- | ------ |
| 2021 | Best Director | Nomadland | Venceu    | [ 55 ] |

### Kansas City Film Critics Circle Awards
| Ano  | Categoria               | Filme     | Resultado | Ref.   |
| ---- | ----------------------- | --------- | --------- | ------ |
| 2021 | Best Director           | Nomadland | Venceu    | [ 56 ] |
| 2021 | Best Adapted Screenplay | Nomadland | Venceu    | [ 56 ] |

### Las Vegas Film Critics Society Awards
| Ano  | Categoria     | Filme     | Resultado | Ref.   |
| ---- | ------------- | --------- | --------- | ------ |
| 2021 | Best Director | Nomadland | Venceu    | [ 57 ] |

### Latino Entertainment Journalists Association Film Awards
| Ano  | Categoria               | Filme     | Resultado | Ref.   |
| ---- | ----------------------- | --------- | --------- | ------ |
| 2021 | Best Picture            | Nomadland | Venceu    | [ 58 ] |
| 2021 | Best Director           | Nomadland | Venceu    | [ 58 ] |
| 2021 | Best Editing            | Nomadland | Venceu    | [ 58 ] |
| 2021 | Best Adapted Screenplay | Nomadland | Indicado  | [ 58 ] |

### London Critics Circle Film Awards
| Ano  | Categoria                | Filme     | Resultado | Ref.   |
| ---- | ------------------------ | --------- | --------- | ------ |
| 2021 | Screenwriter of the Year | Nomadland | Venceu    | [ 59 ] |
| 2021 | Director of the Year     | Nomadland | Indicado  | [ 59 ] |

### Los Angeles Film Critics Association Awards
| Ano  | Categoria            | Filme     | Resultado | Ref.   |
| ---- | -------------------- | --------- | --------- | ------ |
| 2018 | New Generation Award | Ela Mesma | Venceu    | [ 60 ] |
| 2020 | Best Director        | Nomadland | Venceu    | [ 61 ] |

### Los Angeles Online Film Critics Society Awards
| Ano  | Categoria            | Filme             | Resultado | Ref.   |
| ---- | -------------------- | ----------------- | --------- | ------ |
| 2018 | Best Female Director | Domando o Destino | Indicado  | [ 62 ] |

### Music City Film Critics' Association Awards
| Ano  | Categoria     | Filme     | Resultado | Ref.   |
| ---- | ------------- | --------- | --------- | ------ |
| 2021 | Best Director | Nomadland | Venceu    | [ 63 ] |
| 2021 | Best Editing  | Nomadland | Indicado  | [ 63 ] |
| 2021 | Best Film     | Nomadland | Indicado  | [ 63 ] |

### National Society of Film Critics Awards
| Ano  | Categoria     | Filme             | Resultado | Ref.   |
| ---- | ------------- | ----------------- | --------- | ------ |
| 2019 | Best Director | Domando o Destino | Indicado  | [ 64 ] |
| 2021 | Best Director | Nomadland         | Venceu    | [ 65 ] |

### New Mexico Film Critics
| Ano  | Categoria     | Filme     | Resultado | Ref.   |
| ---- | ------------- | --------- | --------- | ------ |
| 2021 | Best Director | Nomadland | Venceu    | [ 66 ] |
| 2021 | Best Editing  | Nomadland | Venceu    | [ 66 ] |

### New York Film Critics Circle Awards
| Ano  | Categoria     | Filme     | Resultado | Ref.   |
| ---- | ------------- | --------- | --------- | ------ |
| 2020 | Best Director | Nomadland | Indicado  | [ 67 ] |

### New York Film Critics
| Ano  | Categoria     | Filme     | Resultado | Ref.   |
| ---- | ------------- | --------- | --------- | ------ |
| 2021 | Best Director | Nomadland | Venceu    | [ 68 ] |

### North Carolina Film Critics Association
| Ano  | Categoria               | Filme     | Resultado | Ref.   |
| ---- | ----------------------- | --------- | --------- | ------ |
| 2021 | Best Director           | Nomadland | Venceu    | [ 69 ] |
| 2021 | Best Adapted Screenplay | Nomadland | Venceu    | [ 69 ] |

### North Dakota Film Society
| Ano  | Categoria     | Filme     | Resultado | Ref.   |
| ---- | ------------- | --------- | --------- | ------ |
| 2021 | Best Picture  | Nomadland | Venceu    | [ 70 ] |
| 2021 | Best Director | Nomadland | Venceu    | [ 70 ] |
| 2021 | Best Editing  | Nomadland | Venceu    | [ 70 ] |

### North Texas Film Critics Association
| Ano  | Categoria     | Filme     | Resultado | Ref.   |
| ---- | ------------- | --------- | --------- | ------ |
| 2021 | Best Director | Nomadland | Venceu    | [ 71 ] |

### Oklahoma Film Critics Circle Awards
| Ano  | Categoria               | Filme     | Resultado | Ref.   |
| ---- | ----------------------- | --------- | --------- | ------ |
| 2021 | Best Director           | Nomadland | Venceu    | [ 72 ] |
| 2021 | Best Adapted Screenplay | Nomadland | Venceu    | [ 72 ] |

### Online Association of Female Film Critics
| Ano  | Categoria               | Filme     | Resultado | Ref.   |
| ---- | ----------------------- | --------- | --------- | ------ |
| 2021 | Best Director           | Nomadland | Venceu    | [ 73 ] |
| 2021 | Best Adapted Screenplay | Nomadland | Venceu    | [ 73 ] |

### Online Film & Television Association
| Ano  | Categoria               | Filme     | Resultado | Ref.   |
| ---- | ----------------------- | --------- | --------- | ------ |
| 2021 | Best Director           | Nomadland | Venceu    | [ 74 ] |
| 2021 | Best Adapted Screenplay | Nomadland | Venceu    | [ 74 ] |
| 2021 | Best Film Editing       | Nomadland | Indicado  | [ 74 ] |

### Online Film Critics Society Awards
| Ano  | Categoria               | Filme     | Resultado | Ref.   |
| ---- | ----------------------- | --------- | --------- | ------ |
| 2021 | Best Director           | Nomadland | Venceu    | [ 75 ] |
| 2021 | Best Adapted Screenplay | Nomadland | Venceu    | [ 75 ] |
| 2021 | Best Editing            | Nomadland | Venceu    | [ 75 ] |

### Philadelphia Film Critics Circle Awards
| Ano  | Categoria     | Filme     | Resultado | Ref.   |
| ---- | ------------- | --------- | --------- | ------ |
| 2021 | Best Director | Nomadland | Venceu    | [ 76 ] |

### Phoenix Critics Circle
| Ano  | Categoria       | Filme     | Resultado | Ref.   |
| ---- | --------------- | --------- | --------- | ------ |
| 2021 | Best Director   | Nomadland | Venceu    | [ 77 ] |
| 2021 | Best Screenplay | Nomadland | Indicado  | [ 77 ] |

### Phoenix Film Critics Society Awards
| Ano  | Categoria     | Filme     | Resultado | Ref.   |
| ---- | ------------- | --------- | --------- | ------ |
| 2021 | Best Director | Nomadland | Venceu    | [ 78 ] |

### San Diego Film Critics Society Awards
| Ano  | Categoria               | Filme     | Resultado | Ref.   |
| ---- | ----------------------- | --------- | --------- | ------ |
| 2021 | Best Director           | Nomadland | Venceu    | [ 79 ] |
| 2021 | Best Adapted Screenplay | Nomadland | Indicado  | [ 79 ] |

### San Francisco Bay Area Film Critics Circle
| Ano  | Categoria               | Filme     | Resultado | Ref.   |
| ---- | ----------------------- | --------- | --------- | ------ |
| 2021 | Best Film Editing       | Nomadland | Venceu    | [ 80 ] |
| 2021 | Best Director           | Nomadland | Venceu    | [ 80 ] |
| 2021 | Best Adapted Screenplay | Nomadland | Indicado  | [ 80 ] |

### San Francisco Film Awards
| Ano  | Categoria                                | Filme     | Resultado | Ref.   |
| ---- | ---------------------------------------- | --------- | --------- | ------ |
| 2020 | Irving M. Levin Award for Film Direction | Nomadland | Venceu    | [ 81 ] |

### Seattle Film Critics Society
| Ano  | Categoria         | Filme     | Resultado | Ref.   |
| ---- | ----------------- | --------- | --------- | ------ |
| 2021 | Best Film Editing | Nomadland | Venceu    | [ 82 ] |

### Southeastern Film Critics Association Awards
| Ano  | Categoria               | Filme     | Resultado | Ref.   |
| ---- | ----------------------- | --------- | --------- | ------ |
| 2021 | Best Director           | Nomadland | Venceu    | [ 83 ] |
| 2021 | Best Adapted Screenplay | Nomadland | Venceu    | [ 83 ] |

### St. Louis Film Critics Association
| Ano  | Categoria               | Filme     | Resultado | Ref.   |
| ---- | ----------------------- | --------- | --------- | ------ |
| 2021 | Best Editing            | Nomadland | Venceu    | [ 84 ] |
| 2021 | Best Director           | Nomadland | Venceu    | [ 84 ] |
| 2021 | Best Adapted Screenplay | Nomadland | Indicado  | [ 84 ] |

### Sunset Film Circle Awards
| Ano  | Categoria     | Filme     | Resultado | Ref.   |
| ---- | ------------- | --------- | --------- | ------ |
| 2021 | Best Director | Nomadland | Indicado  | [ 85 ] |

### Toronto Film Critics Association Awards
| Ano  | Categoria       | Filme     | Resultado | Ref.   |
| ---- | --------------- | --------- | --------- | ------ |
| 2021 | Best Director   | Nomadland | Venceu    | [ 86 ] |
| 2021 | Best Screenplay | Nomadland | Indicado  | [ 86 ] |

### Vancouver Film Critics Circle
| Ano  | Categoria     | Filme     | Resultado | Ref.   |
| ---- | ------------- | --------- | --------- | ------ |
| 2021 | Best Director | Nomadland | Venceu    | [ 87 ] |

### Washington DC Area Film Critics Association Awards
| Ano  | Categoria               | Filme     | Resultado | Ref.   |
| ---- | ----------------------- | --------- | --------- | ------ |
| 2021 | Best Director           | Nomadland | Venceu    | [ 88 ] |
| 2021 | Best Adapted Screenplay | Nomadland | Venceu    | [ 88 ] |
| 2021 | Best Editing            | Nomadland | Indicado  | [ 88 ] |

### Women Film Critics Circle Awards
| Ano  | Categoria              | Filme     | Resultado | Ref.   |
| ---- | ---------------------- | --------- | --------- | ------ |
| 2021 | Best Movie by a Woman  | Nomadland | Venceu    | [ 89 ] |
| 2021 | Best Woman Storyteller | Nomadland | Indicado  | [ 89 ] |

### Women's Image Network Awards
| Ano  | Categoria                                 | Filme             | Resultado | Ref.   |
| ---- | ----------------------------------------- | ----------------- | --------- | ------ |
| 2019 | Outstanding Film Written by a Woman       | Domando o Destino | Indicado  | [ 90 ] |
| 2019 | Outstanding Film Produced by a Woman      | Domando o Destino | Indicado  | [ 90 ] |
| 2020 | Outstanding Film/Show Directed by a Woman | Nomadland         | Venceu    | [ 91 ] |

## Prêmios de Festivais

### AFI Fest
| Ano  | Categoria             | Filme                       | Resultado | Ref.   |
| ---- | --------------------- | --------------------------- | --------- | ------ |
| 2015 | American Independents | Songs My Brothers Taught Me | Indicado  | [ 92 ] |

### American Indian Film Festival
| Ano  | Categoria     | Filme                       | Resultado | Ref.   |
| ---- | ------------- | --------------------------- | --------- | ------ |
| 2015 | Best Director | Songs My Brothers Taught Me | Venceu    | [ 93 ] |

### Americana Film Fest
| Ano  | Categoria      | Filme             | Resultado | Ref.   |
| ---- | -------------- | ----------------- | --------- | ------ |
| 2018 | Audience Award | Domando o Destino | Indicado  | [ 94 ] |

### Athens International Film Festival
| Ano  | Categoria    | Filme                       | Resultado | Ref.   |
| ---- | ------------ | --------------------------- | --------- | ------ |
| 2015 | Best Picture | Songs My Brothers Taught Me | Indicado  | [ 95 ] |
| 2017 | Best Picture | Domando o Destino           | Venceu    | [ 96 ] |

### Buenos Aires International Festival of Independent Cinema
| Ano  | Categoria                                 | Filme             | Resultado | Ref.   |
| ---- | ----------------------------------------- | ----------------- | --------- | ------ |
| 2018 | Best Feature Film - Avant-Garde and Genre | Domando o Destino | Indicado  | [ 97 ] |

### Camerimage
| Ano  | Categoria              | Filme                       | Resultado | Ref.   |
| ---- | ---------------------- | --------------------------- | --------- | ------ |
| 2015 | Best Directorial Debut | Songs My Brothers Taught Me | Indicado  | [ 98 ] |

### Cannes Film Festival
| Ano  | Categoria        | Filme                       | Resultado | Ref.    |
| ---- | ---------------- | --------------------------- | --------- | ------- |
| 2015 | Golden Camera    | Songs My Brothers Taught Me | Indicado  | [ 99 ]  |
| 2017 | C.I.C.A.E. Award | Domando o Destino           | Venceu    | [ 100 ] |

### Chicago International Film Festival
| Ano  | Categoria    | Filme     | Resultado | Ref.    |
| ---- | ------------ | --------- | --------- | ------- |
| 2020 | Best Feature | Nomadland | Venceu    | [ 101 ] |

### Coronado Island Film Festival
| Ano  | Categoria                        | Filme     | Resultado | Ref.    |
| ---- | -------------------------------- | --------- | --------- | ------- |
| 2020 | The Leonard Maltin Tribute Award | Nomadland | Venceu    | [ 102 ] |

### Deauville Film Festival
| Ano  | Categoria           | Filme                       | Resultado | Ref.    |
| ---- | ------------------- | --------------------------- | --------- | ------- |
| 2015 | Grand Special Prize | Songs My Brothers Taught Me | Indicado  | [ 103 ] |
| 2017 | Grand Special Prize | Domando o Destino           | Venceu    | [ 104 ] |

### Denver International Film Festival
| Ano  | Categoria         | Filme                       | Resultado | Ref.    |
| ---- | ----------------- | --------------------------- | --------- | ------- |
| 2015 | Best Feature Film | Songs My Brothers Taught Me | Indicado  | [ 105 ] |
| 2020 | Rare Pearl Award  | Nomadland                   | Venceu    | [ 106 ] |

### Dublin International Film Festival
| Ano  | Categoria     | Filme             | Resultado | Ref.    |
| ---- | ------------- | ----------------- | --------- | ------- |
| 2018 | Best Director | Domando o Destino | Venceu    | [ 107 ] |

### Film Fest 919
| Ano  | Categoria                  | Filme     | Resultado | Ref.    |
| ---- | -------------------------- | --------- | --------- | ------- |
| 2020 | Audience Favorite          | Nomadland | Venceu    | [ 108 ] |
| 2020 | Distinguished Screenwriter | Nomadland | Venceu    | [ 108 ] |

### Ghent International Film Festival
| Ano  | Categoria | Filme     | Resultado | Ref.    |
| ---- | --------- | --------- | --------- | ------- |
| 2020 | Best Film | Nomadland | Indicado  | [ 109 ] |

### Hamburg Film Festival
| Ano  | Categoria               | Filme             | Resultado | Ref.    |
| ---- | ----------------------- | ----------------- | --------- | ------- |
| 2017 | Best Feature            | Domando o Destino | Venceu    | [ 110 ] |
| 2017 | Sichtwechsel Film Award | Domando o Destino | Indicado  | [ 110 ] |

### Istanbul International Film Festival
| Ano  | Categoria      | Filme             | Resultado | Ref.    |
| ---- | -------------- | ----------------- | --------- | ------- |
| 2018 | FIPRESCI Prize | Domando o Destino | Venceu    | [ 111 ] |
| 2018 | Golden Tulip   | Domando o Destino | Indicado  | [ 111 ] |

### Jerusalem Film Festival
| Ano  | Categoria      | Filme                       | Resultado | Ref.    |
| ---- | -------------- | --------------------------- | --------- | ------- |
| 2015 | FIPRESCI Prize | Songs My Brothers Taught Me | Venceu    | [ 112 ] |

### Ljubljana International Film Festival
| Ano  | Categoria    | Filme             | Resultado | Ref.    |
| ---- | ------------ | ----------------- | --------- | ------- |
| 2018 | Best Feature | Domando o Destino | Venceu    | [ 113 ] |
| 2018 | Best Film    | Domando o Destino | Indicado  | [ 113 ] |

### Melbourne International Film Festival
| Ano  | Categoria              | Filme             | Resultado | Ref.    |
| ---- | ---------------------- | ----------------- | --------- | ------- |
| 2018 | Best Narrative Feature | Domando o Destino | Indicado  | [ 114 ] |

### Middleburg Film Festival
| Ano  | Categoria                                | Filme     | Resultado | Ref.    |
| ---- | ---------------------------------------- | --------- | --------- | ------- |
| 2020 | Agnès Varda Trailblazing Filmmaker Award | Ela Mesma | Venceu    | [ 115 ] |

### Mill Valley Film Festival
| Ano  | Categoria    | Filme     | Resultado | Ref.    |
| ---- | ------------ | --------- | --------- | ------- |
| 2020 | Drive-In     | Nomadland | Venceu    | [ 116 ] |
| 2020 | Mind the Gap | Nomadland | Venceu    | [ 116 ] |

### Montclair Film Festival
| Ano  | Categoria         | Filme     | Resultado | Ref.    |
| ---- | ----------------- | --------- | --------- | ------- |
| 2020 | Narrative Feature | Nomadland | Venceu    | [ 117 ] |

### Mumbai Film Festival
| Ano  | Categoria                    | Filme                       | Resultado | Ref.    |
| ---- | ---------------------------- | --------------------------- | --------- | ------- |
| 2015 | Achievement in Screenwriting | Songs My Brothers Taught Me | Venceu    | [ 118 ] |
| 2015 | International Competition    | Songs My Brothers Taught Me | Indicado  | [ 118 ] |

### Newcastle International Film Festival
| Ano  | Categoria     | Filme             | Resultado | Ref.    |
| ---- | ------------- | ----------------- | --------- | ------- |
| 2018 | Best Director | Domando o Destino | Venceu    | [ 119 ] |

### Palm Springs International Film Festival
| Ano  | Categoria                  | Filme             | Resultado | Ref.    |
| ---- | -------------------------- | ----------------- | --------- | ------- |
| 2018 | Directors to Watch         | Domando o Destino | Venceu    | [ 120 ] |
| 2021 | Director of the Year Award | Nomadland         | Venceu    | [ 121 ] |

### Pingyao International Film Festival
| Ano  | Categoria                    | Filme             | Resultado | Ref.    |
| ---- | ---------------------------- | ----------------- | --------- | ------- |
| 2017 | Best Director                | Domando o Destino | Venceu    | [ 122 ] |
| 2017 | Crouching Tigers - Best Film | Domando o Destino | Indicado  | [ 122 ] |

### Portland International Film Festival
| Ano  | Categoria         | Filme             | Resultado | Ref.    |
| ---- | ----------------- | ----------------- | --------- | ------- |
| 2018 | Best New Director | Domando o Destino | Indicado  | [ 123 ] |

### Reykjavik International Film Festival
| Ano  | Categoria | Filme             | Resultado | Ref.    |
| ---- | --------- | ----------------- | --------- | ------- |
| 2017 | Best Film | Domando o Destino | Venceu    | [ 124 ] |

### San Diego International Film Festival
| Ano  | Categoria      | Filme     | Resultado | Ref.    |
| ---- | -------------- | --------- | --------- | ------- |
| 2020 | Best Gala Film | Nomadland | Venceu    | [ 125 ] |

### San Sebastián International Film Festival
| Ano  | Categoria | Filme     | Resultado | Ref.    |
| ---- | --------- | --------- | --------- | ------- |
| 2020 | Best Film | Nomadland | Indicado  | [ 126 ] |

### Sarasota Film Festival
| Ano  | Categoria                   | Filme             | Resultado | Ref.    |
| ---- | --------------------------- | ----------------- | --------- | ------- |
| 2018 | erry Porter Visionary Award | Domando o Destino | Venceu    | [ 127 ] |

### Stockholm Film Festival
| Ano  | Categoria | Filme             | Resultado | Ref.    |
| ---- | --------- | ----------------- | --------- | ------- |
| 2017 | Best Film | Domando o Destino | Indicado  | [ 128 ] |

### Sundance Film Festival
| Ano  | Categoria                   | Filme                       | Resultado | Ref.    |
| ---- | --------------------------- | --------------------------- | --------- | ------- |
| 2015 | Grand Jury Prize - Dramatic | Songs My Brothers Taught Me | Indicado  | [ 129 ] |

### SXSW Film Festival
| Ano  | Categoria              | Filme             | Resultado | Ref.    |
| ---- | ---------------------- | ----------------- | --------- | ------- |
| 2018 | SXSW Gamechanger Award | Domando o Destino | Indicado  | [ 130 ] |
| 2018 | Audience Award         | Domando o Destino | Indicado  | [ 130 ] |

### Toronto International Film Festival
| Ano  | Categoria                 | Filme     | Resultado | Ref.    |
| ---- | ------------------------- | --------- | --------- | ------- |
| 2020 | TIFF Ebert Director Award | Nomadland | Venceu    | [ 131 ] |
| 2020 | People's Choice Award     | Nomadland | Venceu    | [ 131 ] |

### Valladolid International Film Festival
| Ano  | Categoria        | Filme             | Resultado | Ref.    |
| ---- | ---------------- | ----------------- | --------- | ------- |
| 2017 | Silver Spike     | Domando o Destino | Venceu    | [ 132 ] |
| 2017 | Pilar Miró Award | Domando o Destino | Venceu    | [ 132 ] |
| 2017 | Golden Spike     | Domando o Destino | Indicado  | [ 132 ] |

### Venice Film Festival
| Ano  | Categoria                        | Filme     | Resultado | Ref.    |
| ---- | -------------------------------- | --------- | --------- | ------- |
| 2020 | Golden Lion                      | Nomadland | Venceu    | [ 133 ] |
| 2020 | SIGNIS Award - Honorable Mention | Nomadland | Venceu    | [ 133 ] |
| 2020 | Fair Play Cinema Award           | Nomadland | Venceu    | [ 133 ] |

### Virginia Film Festival
| Ano  | Categoria                                                         | Filme     | Resultado | Ref.    |
| ---- | ----------------------------------------------------------------- | --------- | --------- | ------- |
| 2020 | Best Narrative Feature                                            | Nomadland | Venceu    | [ 134 ] |
| 2020 | American Perspectives Award for Outstanding Achievement in Cinema | Nomadland | Venceu    | [ 134 ] |